# Barış Güney
Rebii Barış Güney (Istanbul, 13 dicembre 1983) è un ex cestista turco.